# Paragerydus nessus
Paragerydus nessus är en fjärilsart som beskrevs av Corbet 1939. Paragerydus nessus ingår i släktet Paragerydus och familjen juvelvingar. Inga underarter finns listade i Catalogue of Life.